# A Tatár Köztársaság zászlaja

A Tatár Köztársaság zászlaja

A Tatár Köztársaság zászlaja 1:2 oldalarányú négyszög, amely három színt tartalmaz. A felső rész zöld, míg az alsó vörös színű – mindkettő a zászló 7/15-ét foglalja el. A kettő közti fennmaradó 1/15 fehér színű.
A zászlót 1991. november 29-én fogadta el a Tatár Köztársaság Legfelsőbb Tanácsa; tervezője pedig Tawil Ğiniyät ulı Xaciäxmätov (Тавил Гыйният улы Хаҗиәхмәтов) volt.
A hivatalos szimbolika szerint a zöld a tavaszt és az újjászületést, a fehér a tisztaságot, míg a vörös az érettséget, az energiát, az erőt és az életet jelképezi. Ezzel szemben a nem hivatalos szimbolika szerint a zöld az iszlám színe, a tatárokat jelképezi, a vörös pedig az oroszokat, míg a fehér csík a tatár többség és az orosz kisebbség közötti békét szimbolizálja.

A tatár nacionalisták zászlaja

A tatár nacionalisták ugyanakkor nem használják a hivatalos zászlót, helyette az 1980-as évek óta a fehér félholdat tartalmazó zöld-vörös zászlót alkalmazzák.

## Fordítás
- Ez a szócikk részben vagy egészben  a   Flaga Tatarstanu című lengyel Wikipédia-szócikk ezen változatának fordításán alapul.  Az eredeti cikk szerkesztőit annak laptörténete sorolja fel. Ez a jelzés csupán a megfogalmazás eredetét és a szerzői jogokat jelzi, nem szolgál a cikkben szereplő információk forrásmegjelöléseként.
- Ez a szócikk részben vagy egészben  a   Flag of Tatarstan című angol Wikipédia-szócikk ezen változatának fordításán alapul.  Az eredeti cikk szerkesztőit annak laptörténete sorolja fel. Ez a jelzés csupán a megfogalmazás eredetét és a szerzői jogokat jelzi, nem szolgál a cikkben szereplő információk forrásmegjelöléseként.